# Even Keel
Even Keel – piąty studyjny i trzeci anglojęzyczny album węgierskiej hardrockowej grupy H.A.R.D., wydany w 2011 przez BLP Music. Album spotkał się z mieszanymi recenzjami; niektórzy recenzenci chwalili melodyjność, przyrównując album do muzyki rockowej lat 1987–1991, podczas gdy inni uważali, że zespół nie wykorzystał potencjału.

## Lista utworów
1. "Truth Or Dare" (4:40)
2. "Bitten By You" (3:54)
3. "Pretty Little Liar" (4:07)
4. "Promises" (4:26)
5. "I Wanna Rock You" (3:58)
6. "Speeding Into Slow" (3:52)
7. "Somewhere" (4:23)
8. "Keep Out" (4:49)
9. "Scream Out To Be Heard" (4:14)
10. "In Your Arms" (5:12)

## Skład zespołu
- Björn Lodin – wokal, gitara, instrumenty klawiszowe
- Zsolt Vámos – gitara, instrumenty klawiszowe
- Gábor Mirkovics – gitara basowa
- Zsolt Borbély – perkusja